# Una historia del futuro
Una historia del futuro es una serie documental de History Channel, escrita y presentada por el profesor Diego Rubio Rodríguez y producida por Onza Entertainment. La serie se compone de cuatro episodios que, a partir de precedentes históricos y datos actuales, exploran el futuro de cuatro cuestiones que marcarán el porvenir de la sociedad en las próximas décadas: el clima, el trabajo, la democracia, y la globalización.
Se trata de la mayor producción de History Channel Iberia hasta la fecha y se hizo para conmemorar el 20 aniversario del canal, titulado “Historia del Futuro”. Para elaborarla se examinaron cientos de horas de metraje histórico y se emplearon imágenes actuales en 4K tomadas en los cinco continentes. En la serie aparecen una veintena de investigadores de renombre internacional, como Timothy Snyder (Yale), Erik Brynjolfsson (MIT), Naomi Oreskes (Harvard), Graham Allison (Harvard), Carl Benedikt Frey (Oxford),  Steven Levitsky (Harvard), Rana Mitter (Oxford), César Hidalgo (MIT), Tim Leuning (LSE), Myles Allen (Oxford), Manuel Muñiz (IE), y Joanna Haigh (Imperial College). Además, la serie contó con la colaboración académica del Center for the Governance of Change de IE University, una de las instituciones de investigación aplicada "más innovadoras de Europa" según Public.
La serie se estrenó el 9 de diciembre de 2019 en español (Movistar, Orange, Orange TV, Sky) y portugués (Nos, MEO), con gran éxito de crítica y audiencia. El preestreno se realizó el 7 de diciembre de 2019 en la XXV Cumbre del Clima de Naciones Unidas.

## Episodios
Episodio 1: Trabajo
Este episodio arranca en la ciudad de Estambul. Rubio cuenta la historia de la primera imprenta de tipos árabes, prohibida en el Imperio Otomano durante cuatro siglos para evitar la destrucción de puestos de trabajo. A partir de ahí, el episodio analiza cómo distintos gobernantes trataron de frenar la innovación tecnológica a lo largo de la historia, hasta que, en el siglo XIX, el gobierno británico dio rienda suelta a la automatización e hizo posible el estallido de la Primera Revolución Industrial. El episodio examina la “Pausa de Engels” que se produjo entonces (precarización y empobrecimiento de los trabajadores) y la compara con la situación que se está produciendo hoy en día en muchos países desarrollados. Se muestra cómo el cambio tecnológico ha afectado a las personas en el pasado –para bien y para mal– y se especula sobre cómo les afectará en la próxima década. Según Rubio, en el siglo XXI, “no es el futuro del trabajo, sino el futuro de los trabajadores, lo que está en juego”.  

Episodio 2: Clima
Este episodio comienza en las faldas del Monte Tambora (Indonesia), cuya devastadora erupción en 1815 alteró en 2° centígrados la temperatura media del planeta, lo que causó a su vez catástrofes naturales y sociales en todo el hemisferio norte. A partir de este y otros precedentes históricos, Rubio muestra los efectos que una alternación térmica similar –prevista por la mayoría de los científicos– tendrá en el mundo en las próximas décadas. El episodio viaja por países como Argelia, Brasil, Egipto, Estados Unidos, Reino Unido, Rusia y Suiza. Analiza grandes sequías, inundaciones y pandemias del pasado que, según Rubio, revelan la fragilidad de las sociedades ante el cambio climático. Pero la serie también examina la historia del agujero en la capa de ozono y la prohibición de los CFCs, para mostrar la capacidad de los seres humanos para enfrentarse a grandes retos sistémicos.  

Episodio 3: Democracia
Este episodio analiza el estado actual de la democracia y explora las virtudes y defectos de las alternativas tecnológicas y autocráticas que están surgiendo para reemplazarla. Arranca en la antigua Grecia, para viajar después hasta Córcega (cuna de la primera democracia moderna), Alemania y China. Partiendo del precedente de Hitler, Rubio explica cómo muchas democracias modernas están siendo desmanteladas desde dentro, por líderes iliberales que usaron las urnas para hacerse con el poder. Después, examina las peculiaridades del sistema autocrático chino y la posibilidad de que una inteligencia artificial acabe gobernando Occidente.El episodio destaca las virtudes de la democracia, pero también hace hincapié en la necesidad urgente de modernizarla.  

Episodio 4: Globalización
Este episodio explora los cambios profundos que está experimentando el orden global debido al auge de China y la proliferación de movimientos antiglobalización en todo el mundo. El episodio arranca en el Palacio imperial de Chengde y cuenta la historia de la embajada de Macartney para evidenciar el poderío de Asia en el pasado. Después examina la evolución del centro de gravedad económico a lo largo de dos milenios para mostrar que el acenso de China al rango de potencia global no es una anomalía, sino un regreso a la normalidad. Valiéndose de la perspectiva histórica, Rubio analiza los efectos que tendrá la Nueva Ruta de la Seda que se está construyendo, explora la posibilidad de que estalle una guerra entre Estados Unidos y China, y examina lo que la historia enseña sobre la inmigración y sus efectos en Occidente.

## Producción
Una historia del futuro es una producción internacional de History Channel Iberia. Es la serie más costosa elaborada por el Canal hasta la fecha y se hizo para conmemorar su 20 aniversario. Existen tres versiones: en español (España), inglés (internacional), y portugués (subtitulada). La serie fue concebida y escrita por el académico Diego Rubio, que también aparece como presentador y narrador. La producción corrió a cargo de Onza, una de las productoras audiovisuales más prestigiosas de España, creadora de series históricas como El Ministerio del Tiempo (TVE) o Hernán (Amazon Prime Video). Su elaboración requirió más de un año de trabajo, 30 profesionales, y cientos de horas de metraje histórico procedente de los archivos audiovisuales de History, así como imágenes actuales grabadas en 4K en los cinco continentes. 
- Idea original y guion: Diego Rubio
- Dirección de Producción: Javier Boo
- Realización: Daniel San Román
- Dirección: Ferran Estellés
- Narración: Diego Rubio
- Producción ejecutiva: Carolina Goyadol, José María Irisarri, Gonzalo Sagardía
- Animación: Ana Moral, Ainhoa Rossi, Álex Zúñiga, Cristina Martín, Salvador Llanes
- Producción cinematográfica: Jorge Espinosa, Ignacio Martínez Villadangos, Pamela Vaca, Isaac Jiménez, Samuel Ramos, Óscar Gómez Maroto, Adrián Sánchez de la Sierra, Diego Manso Lorenzo
- Dirección de Sonido: Bernardo Granadero Sánchez
- Editorial: Mónica Palomero, Claudia Lorenzo, Marco Quesada, Ricardo García-Agulló

## Expertos
En la serie aparecen 19 académicos de primer nivel: historiadores, científicos, politólogos, y tecnólogos de 8 nacionalidades distintas, vinculados a organizaciones como las Naciones Unidas y la OCDE, o a universidades como Oxford, Harvard, MIT, IE, Yale, y la London School of Economics.   
- Dr. Diego Rubio, Profesor de Historia Aplicada y Gobierno en la IE University y Director Ejecutivo del Center for the Governance of Change.

- Prof. Myles Allen, Director del Climate Dynamics Group de la Universidad de Oxford y asesor del Panel Intergubernamental del Cambio Climáticode las Naciones Unidas.

- Prof. Graham Allison, Profesor de Gobierno en la Universidad de Harvard y codirector del Proyecto de Historia Aplicada.

- Prof. Erik Brynjolfsson, Director de la Iniciativa sobre la Economía Digital del MIT y coautor de The Second Machine Age.

- Dr. Carl Benedikt Frey, Director del Programa sobre Tecnología y Empleo de la Universidad de Oxford y autor de The Technology Trap.

- Prof. Gillen D'Arcy, Director del Instituto para la Sostenibilidad de la Universidad de Illinois y autor de Tambora: The Eruption that Changed the World.

- Prof. Samuel K. Cohn, Profesor de Historia Medieval en la Universidad de Glasgow y autor de Epidemics: Hate and Compassion from the Plague of Athens to AIDS.

- Dr. Emmanuel Comte, Investigador de Historia en la Escuela de Estudios Internacionales de Viena y autor de The History of the European Migration Regime.

- Prof. David Frye, Profesor de Historia en la Eastern Connecticut State University y autor de Walls: A History of Civilization.

- Prof. Joanna Haigh, profesora de Física en el Imperial College de Londres y fellowde la Royal Society.

- Prof. César Hidalgo, Profesor y director del Collective Learning Group de MIT.

- Prof. William C. Kirby, Profesor de Estudios de China en la Universidad de Harvard y director del Harvard China Fund.

- Prof. Tim Leunig, Profesor de Historia Económica en la London School of Economics.

- Gabriela Ramos, Jefa de Gabinete de la OCDE y Sherpa ante el G20. Coordinadora de coordinator of Under Pressure: The Squeezed Middle Class.

- Prof. Steven Levitsky, Profesor de Gobierno en la Universidad de Harvard y coautor de How Democracies Die.

- Prof. Rana Mitter, Profesor de Historia en la Universidad de Oxford y director de su China Centre.

- Dr. Manuel Muñiz, Decano de la Escuela de Asuntos Globales y Públicos de la IE University y profesor de Transformación Global.

- Prof. Naomi Oreskes, profesora de Historia de la Ciencia de la Universidad de Harvard y coautora de The Collapse of Western Civilization.

- Prof. Timothy Snyder, Profesor de Historia en la Universidad de Yale y autor de The Road to Unfreedom.

- Dr. Carissa Véliz, Investigadora en el Uehiro Centre for Practical Ethicsde la Universidad de Oxford y editora del Oxford Handbook of Digital Ethics.

## Historia Aplicada y Prospectiva
Una historia del futuro es la primera serie documental que lleva a la pantalla la Historia Aplicada, una corriente metodológica que analiza precedentes históricos y tendencias estructurales para iluminar fenómenos actuales y anticipar posibles escenarios futuros. El movimiento de la Historia Aplicada nació a comienzos del siglo XX en los Estados Unidos, si bien ha empezado a ganar tracción en los últimos años, gracias a iniciativas como la Red Internacional deHistory & Policy, y el Proyecto de Historia Aplicada de la Universidad de Harvard de Niall Ferguson y Graham Allison. Según el profesor Diego Rubio, autor de la serie: “los documentales de historia suelen analizar el pasado para arrojar luz sobre el presente. Esta serie hace algo más: combina las tendencias históricas con la investigación científica más puntera para proyectar escenarios futuros y ayudarnos a entender mejor los retos a los que se enfrentará la humanidad”.